# Марія Долорес де Коспедаль
Марія Долорес де Коспедаль (англ. María Dolores de Cospedal García; нар. 13 грудня 1965, Мадрид) — іспанська політична діячка. Генеральний секретар Народної партії з червня 2008 року, друга особа партії.

## Біографія
Коспедаль вивчала право в Мадридському приватному університеті. У 1991 році працювала прокурором в Країні Басків. У 1992 році перейшла на роботу в міністерство розвитку, пізніше — в міністерство соціального розвитку. У 1998 році працювала консультанткою в іспанському посольстві в США. У 1999 році була призначена технічним генеральним секретарем міністерства соціального розвитку та праці. Пізніше працювала в міністерстві громадського управління та міністерстві внутрішніх справ.
У червні 2006 року Коспедаль була обрана головою відділення НП у Кастилії-Ла-Манчі. Через два роки Маріано Рахой призначив Коспедаль генеральним секретарем партії, вона стала першою жінкою на цій посаді. У червні 2006 року увійшла до складу Сенату Іспанії в результаті довиборів. Повторно обиралася в Сенат наступного скликання. Склала повноваження сенатора після перемоги на виборах в Кастилії-Ла-Манчі. З червня 2011 року Коспедаль займає посаду голови уряду автономного співтовариства Кастилія-Ла-Манча.
Одружена, до шлюбу народила дитину в результаті донорського штучного запліднення.